# Лаїш Рібейру
Лаїш Рібейру (порт. Lais Ribeiro; нар. 5 жовтня 1990) — бразильська топ-модель.

## Біографія
Народилася 1990 року в бразильському місті Терезіна, штат Піауї. Навчалася на медсестру, але у 2009 році почала працювати для модельного агентства «Teresina». Цього ж року переїхала до Нью-Йорка.
Працювала для Shiatzy Chen, Chanel, Louis Vuitton, Gucci, Dolce & Gabbana, Versace та Marc Jacobs. У 2011 році дефілювала на тижнях моди у Сан-Паулу та Ріо-де-Жанейро. З'явилась на обкладинках американського, бразильського, німецького та італійського випусків журналу Vogue, а також в рекламних кампаніях Ralph Lauren, Christian Dior, Tom Ford, GAP та American Eagle.
З 2010 по 2018 року дефілювала на показах Victoria's Secret Fashion Show. Пропустили лише показ 2012 року через вивих щиколотки. У 2015 році стала янголом Victoria's Secret.
У різні часи брала участь у показах Alberta Ferretti, Alexandre Herchcovitch, Amapô, Angelo Marani, Animale, Blumarine, Bottega Veneta, Carlota Joakina, Christian Dior, Cori, Dolce & Gabbana, Givenchy, Gloria Coelho, Gucci, Hermès, Huis Clos, Jean Paul Gaultier, Jefferson Kulig, John Galliano, Lino Villaventura, Marc Jacobs, Ralph Lauren, Reinaldo Lourenço, Roberto Cavalli, Ronaldo Fraga, Rosa Chá, Vera Wang, Versace, Wilson Ranieri.

## Особисте життя
2008 року Лаїс Рібейро народила сина Алешандр.
У 2014 році почала зустрічатися з баскетболістом Джаредом Гоманом, стосунки не склалися. З вересня 2018 зустрічається з баскетболістом Джоакімом Ноа.